# Hans Bleich
Hans Heinrich Bleich (Viena, 24 de março de 1909 — 8 de fevereiro de 1985) foi um engenheiro estadunidense nascido na Áustria.
Recebeu a medalha Theodore von Karman de 1973.